# 東方盤羊
東方盤羊（學名：Ovis orientalis）又名亞洲盤羊，是歐洲盤羊及所有家羊的祖先。
牠的毛色呈紅棕色，鼻部、眼周、腿部下半部、臀部及腹部為白色。雄性體型較雌性大且健壯，擁有向兩側彎曲的大型羊角；雌性無角。

## 分布
現今分布於高加索、伊拉克北部、伊朗西北部及土耳其部分地區。原始分布範圍涵蓋小亞細亞、克里米亞半島及巴爾幹半島。
約於公元前七千年，東方盤羊在近東地區被馴化，隨後被引入科西嘉島、撒丁島、羅德島及塞浦路斯等地。一些盤羊逃入內陸山區恢復野生，演化為歐洲盤羊。
主要棲息於林線，即山地森林與高山草原的交界地帶。冬季會遷移至較低海拔區域。